# 戴露·漢娜
戴露·克莉絲汀·漢娜（1960年12月3日—），是美國女演員與環保人士。

## 生平
1978年開始電影生涯。具代表性的角色及電影包括《銀翼殺手》中的人造人佩麗斯、《美人魚》中的人魚麥迪遜、《華爾街》、改編自19世紀末法國著名舞台劇的《大鼻子情聖》、及近作《杀死比尔》中飾演的加州山蛇艾爾。
她曾與小约翰·肯尼迪定婚。1990年代起活躍於環保運動，活動包括在紮營於美國西岸古樹林的百年大樹上妨礙伐木、改造《杀死比尔》中駕駛的「Trans﹣Am」跑車為酒精汽車、乘船阻止日本船隻捕鯨、及在白宮靜坐抗議興建由加拿大至美國德州的輸油管。